# Nowoje Leuszyno
Nowoje Leuszyno (ros. Новое Леушино) – wieś (sieło) w Rosji, w obwodzie iwanowskim, w rejonie tiejkowskim. W 2010 liczyła 1169 mieszkańców.